# Lillo Brancato
Lillo Brancato Jr. (Bogotà, 30 marzo 1976) è un attore statunitense.

## Biografia
Inizia a recitare nel film  diretto da Robert De Niro, Bronx nel 1993 avendo molto successo. Al primo provino per il film impressionò tutti per la straordinaria somiglianza a De Niro stesso, interpretando anche il famosissimo pezzo del film Taxi Driver in cui De Niro parla a sé stesso davanti allo specchio. Egli è stato adottato dalla famiglia Brancato originaria di Messina e trasferitasi in America. Difatti "Lillo" è un vezzeggiativo del nome tipicamente messinese Letterío, legato alla patrona della città peloritana: la Madonna della Lettera. In Sicilia comunemente viene utilizzato come vezzeggiativo di Calogero.
L'attore ha lavorato anche nella serie televisiva I Soprano, interpretando il giovane mafioso Matthew Bevilaqua nella seconda stagione della pluripremiata serie tv.

### Controversie
Ha avuto diversi guai con la giustizia: venne infatti arrestato nel 2005 per una rapina che provocò l'uccisione di un poliziotto (Daniel Enchautegui), oltre che il ferimento dello stesso Brancato. Ha tentato il suicidio in carcere iniettandosi una dose di eroina potenzialmente letale, salvandosi solo grazie all'intervento dei medici del penitenziario. È stato assolto dall'accusa di omicidio il 23 dicembre 2008, ma il 9 gennaio 2009 è stato condannato a dieci anni di prigione per il suo ruolo nella rapina, di cui tre già scontati. Venne rilasciato nel dicembre 2013, dopo quasi 9 anni di prigione. 
Dopo essere uscito di prigione, dichiarò che avrebbe voluto tornare a fare l'attore e che gli sarebbe piaciuto lavorare nuovamente con gli altri protagonisti di Bronx, ovvero Chazz Palminteri e De Niro, per dimostrare loro che non era più la stessa persona che nel 2005 venne arrestata. Tuttavia Palminteri replicò a Brancato che non era interessato a lavorare con lui e definì criminale il modo in cui Lillo aveva sprecato il proprio talento.

## Filmografia parziale

### Cinema
- Bronx (A Bronx Tale), regia di Robert De Niro (1993)
- Mezzo professore tra i marines (Renaissance Man), regia di Penny Marshall (1994)
- Allarme rosso (Crimson Tide), regia di Tony Scott (1995)
- Provocateur - La spia (Provocateur), regia di Jim Donovan (1998)
- Nemico pubblico (Enemy of the State), regia di Tony Scott (1998)
- Partita col destino (The Florentine), regia di Nick Stagliano (1999)
- Table One, regia di Michael Bregman (2000)
- Blue Moon, regia di John A. Gallagher (2000)
- Mambo Café, regia di Reuben Gonzalez (2000)
- Sticks, regia di Brett Mayer (2001)
- Il nostro Natale ('R Xmas), regia di Abel Ferrara (2001)
- The Specialist (In the Shadows), regia di Ric Roman Waugh (2001)
- Pluto Nash (The Adventures of Pluto Nash), regia di Ron Underwood (2002)
- Real Deal - Patto Di Sangue (The Real Deal), regia di Tom Burruss (2002)
- Downtown: A Street Tale, regia di Rafal Zielinski (2004)
- Slingshot, regia di Jay Alaimo (2005)
- Searching for Bobby D, regia di Paul Borghese (2005)
- Saturday Morning, regia di Rob Greenberg (2007)

### Televisione
- Firehouse - film TV (1997)
- Dead Man's Gun  - serie TV, episodio 2x19 (1999)
- I Soprano (The Sopranos) - Serie TV, 5 episodi (2000)
- Falcone - serie TV, episodio 1x03 (2000)
- HRT - film TV (2001)
- NYPD - New York Police Department (NYPD Blue) - serie TV, episodio 9x21 (2002)

## Doppiatori italiani
Nelle versioni in italiano delle opere in cui ha recitato, Lillo Brancato è stato doppiato da:
- Edoardo Nevola in Mezzo professore tra i marines
- Pasquale Anselmo ne Il nostro Natale
- Fabrizio Manfredi in Bronx
- Daniele Barcaroli in The Specialist
- Stefano Crescentini in Provocateur - La spia
- Alberto Bognanni in Real Deal - Patto di sangue
- Nanni Baldini in Allarme rosso
- Davide Lepore ne I Soprano